# نزار حسن (ناشط)
نزار حسن هو ناشط وصحفي ومذيع بودكاست وباحث اجتماعي لبناني، يركز على الاقتصاد السياسي والحركات الاجتماعية، وخاصة فيما يتعلق بلبنان، وهو أحد مؤسسي المنظمة السياسية اللبنانية "لحقي"،  التي قدمت مرشحين للانتخابات العامة لعامي 2018 و2022، وقد شغل منصب المتحدث الرسمي باسمها في مناسبات متعددة. وكان ينشر مقالات منتظمة ويحلل الشؤون السياسية اللبنانية لصحف لوريون لوجور، العربي الجديد،   ذا ديلي ستار والعرب،  وله مساهمات في مجلة ROAR، وبريتون وودز، البوابة، بيرجون وغرين لفت [الإنجليزية].

## التعليم والبحث
درس حسن العلوم السياسية والإعلام في الجامعة الأمريكية في بيروت وجامعة باريس للعلوم السياسية. وحصل على درجة الماجستير في "العمل والحركات الاجتماعية والتنمية" من مدرسة الدراسات الشرقية والإفريقية في لندن. قامت أطروحته بتحليل الطبقة والسلطة في الاحتجاجات اللبنانية 2015-2016. ولديه أعمال بحثية تحلل البرامج السياسية اللبنانية، إقصاء العمال، تأثير أزمة اللاجئين السوريين في لبنان، الانتفاضة اللبنانية 2019، والعديد من التحليلات البحثية القصيرة حول مختلف المشاكل في لبنان. عمل كباحث في العديد من منظمات المجتمع المدني، مثل شبكة المنظمات غير الحكومية العربية للتنمية  أو المركز اللبناني للدراسات السياسية، واختير كمدير للجنة في البنك الدولي، في منتدى سياسات المجتمع المدني. لعمله هذ، حصل على زمالة مؤسسات المجتمع المفتوح، وزمالة صحافة الهجرة من الاتحاد العمالي الدولي  ومنحة تشيفنينغ.

## النشاط والمشاركة الاجتماعية
وهو أحد مؤسسي منظمة "لحقي" السياسية اللبنانية، وهي أول منظمة دعت إلى الاحتجاجات التي أدت إلى ثورة 17 أكتوبر. كما ترشح للانتخابات العامة اللبنانية لعامي 2018 و2022.  وشغل منصب المتحدث الرسمي باسمها في مناسبات متعددة. وفي "لحقي"، عمل في لجنة الشؤون العامة، والمجلس التنظيمي، ومجموعة عمل العدالة الاقتصادية. وهو المضيف المشارك للبودكاست السياسي اللبناني ومضيف قناة اليوتيوب تفكيك، بتمويل من مؤسسات المجتمع المفتوح.

## وجهات النظر والتحليلات السياسية
غالبًا ما يستشهد بتحليلاته السياسية في جميع أنحاء العالم عند تحليل الأحداث اللبنانية، وخاصة بعد ثورة 17 أكتوبر اللبنانية. ويُشار إليه على أنه "البطل في المشهد اللبناني المعاصر" و"جزء أساسي من الحركة الشعبية في بيروت"، وهو يدعم السياسات التقدمية في مواضيع متعددة. ويعتبر الأزمة المالية اللبنانية الحالية بمثابة "انهيار اقتصادي ومالي كامل" بسبب عدم إمكانية الوصول إلى "الضروريات الأساسية"، وينتقد النظام السياسي اللبناني، ويصفه بـ "المؤسسة السياسية الطائفية الفاسدة" و" المحسوبية السياسية"، منتقدًا القطاع المصرفي باعتباره "الأوليغارشية المالية" وقوة حزب الله المسلحة. وكان أيضًا منتقدًا للعديد من السياسيين اللبنانيين، مثل رئيس الوزراء سعد الحريري، ورئيس الوزراء حسان دياب، والزعيم الدرزي وليد جنبلاط.
وعند الحديث عن أهداف ثورة 17 أكتوبر التي أسماها "انتفاضة الكرامة"، أعرب عن دعمه لتشكيل حكومة مؤقتة من المستقلين من الأحزاب التقليدية لمحاربة الفساد وإنقاذ البلاد. كما أيد فرض الضرائب على أصحاب الملايين للتخفيف من الأزمة المالية. ويرى أن "الثورة لم تفشل" رغم أنها لم "تحقق الكثير".

## أنظر أيضا
- لحقي
- ثورة 17 أكتوبر